# Letris
Letris fue un concurso de televisión español presentado por Carlos Latre y emitido en La 1 desde el 20 de mayo de 2013 hasta el 12 de julio de 2013. Este formato, emitido de forma diaria de lunes a viernes, con una duración aproximada de 50 minutos, estaba producido por Reset TV y basado en la aplicación que da nombre y forma al concurso de Ivanovich Games.

## Historia
A finales de febrero de 2013, La 1 comenzó las negociaciones con la productora Reset TV para la puesta en marcha de Letris, la versión televisiva del juego creado por Ivanovich Games para iPad, iPhone y teléfonos Android, que combina la intensidad y la estrategia de los juegos de Scrabble con la emoción y la velocidad de los juegos de Tetris. Así, esa misma semana se confirmó la producción del concurso para las tardes de la cadena pública.
Finalmente, el concurso se estrenó el 20 de mayo de 2013 a las 19:30 horas. Debido a las discretas audiencias del programa durante su primera semana, pasó a emitirse a las 18:30 horas desde el 27 hasta el 31 de mayo del mismo año. Aun así, a la semana siguiente recuperó su horario anterior al igualar sus registros de audiencia y empeorar los de Tenemos que hablar. El 12 de julio de 2013 dejó de emitirse en La 1 debido a sus escasos datos de audiencia. Así, el programa fue sustituido por España Directo.

## Mecánica
En Letris, tres concursantes deben intentar llegar a la final y conseguir descifrar el código secreto, seis letras que pueden proporcionarles el premio. Para ello, en la parte central del decorado hay una pantalla que simula una tableta gigante donde se visualizan los gráficos de los distintos juegos del programa. Frente a esta pantalla, los concursantes deben intentar llegar a la final a partir de una serie de juegos basados en diferentes variantes sobre la habilidad de formar palabras a partir de las letras que van cayendo.
Por otro lado, los espectadores pueden participar desde sus casas descargando Letris TV, una aplicación para tabletas y teléfonos inteligentes que les permite participar directamente en la mecánica del juego en tiempo real con las mismas combinaciones de letras que los concursantes del estudio, pudiendo convertirse así en el segundo ganador de cada jornada. Además, el público del estudio, diez personas seleccionadas entre los mejores usuarios de la aplicación Letris TV, también jugarán desde su propia tableta, intentando adelantar a los concursantes y ofreciéndoles sus soluciones en algunas ocasiones.

## Audiencias
| Temporada | Temporada | Episodios | Estreno            | Final               | Audiencia media | Audiencia media |
| Temporada | Temporada | Episodios | Estreno            | Final               | Espectadores    | Cuota           |
| --------- | --------- | --------- | ------------------ | ------------------- | --------------- | --------------- |
|           | 1         | 40        | 20 de mayo de 2013 | 12 de julio de 2013 | 338 000         | 3,7%            |

### Temporada 1: 2013
| Programas emitidos | Programas emitidos | Programas emitidos  | Programas emitidos |
| N.º (serie)        | N.º (temp.)        | Fecha de emisión    | Audiencia          |
| ------------------ | ------------------ | ------------------- | ------------------ |
| 1                  | 1                  | 20 de mayo de 2013  | 566 000 (5,2%)     |
| 2                  | 1                  | 21 de mayo de 2013  | 425 000 (4,3%)     |
| 3                  | 1                  | 22 de mayo de 2013  | 366 000 (3,8%)     |
| 4                  | 1                  | 23 de mayo de 2013  | 462 000 (5,2%)     |
| 5                  | 1                  | 24 de mayo de 2013  | 421 000 (4,6%)     |
| 6                  | 1                  | 27 de mayo de 2013  | 491 000 (5,0%)     |
| 7                  | 1                  | 28 de mayo de 2013  | 400 000 (4,1%)     |
| 8                  | 1                  | 29 de mayo de 2013  | 467 000 (5,0%)     |
| 9                  | 1                  | 30 de mayo de 2013  | 428 000 (4,5%)     |
| 10                 | 1                  | 31 de mayo de 2013  | 404 000 (4,4%)     |
| 11                 | 1                  | 3 de junio de 2013  | 349 000 (3,9%)     |
| 12                 | 1                  | 4 de junio de 2013  | 323 000 (3,7%)     |
| 13                 | 1                  | 5 de junio de 2013  | 303 000 (3,5%)     |
| 14                 | 1                  | 6 de junio de 2013  | 355 000 (3,7%)     |
| 15                 | 1                  | 7 de junio de 2013  | 353 000 (3,9%)     |
| 16                 | 1                  | 10 de junio de 2013 | 346 000 (3,8%)     |
| 17                 | 1                  | 11 de junio de 2013 | 340 000 (3,9%)     |
| 18                 | 1                  | 12 de junio de 2013 | 348 000 (4,0%)     |
| 19                 | 1                  | 13 de junio de 2013 | 242 000 (2,9%)     |
| 20                 | 1                  | 14 de junio de 2013 | 267 000 (3,5%)     |
| 21                 | 1                  | 17 de junio de 2013 | 347 000 (3,8%)     |
| 22                 | 1                  | 18 de junio de 2013 | 326 000 (2,9%)     |
| 23                 | 1                  | 19 de junio de 2013 | 354 000 (3,8%)     |
| 24                 | 1                  | 20 de junio de 2013 | 339 000 (4,0%)     |
| 25                 | 1                  | 21 de junio de 2013 | 263 000 (3,0%)     |
| 26                 | 1                  | 24 de junio de 2013 | 319 000 (3,5%)     |
| 27                 | 1                  | 25 de junio de 2013 | 254 000 (3,1%)     |
| 28                 | 1                  | 26 de junio de 2013 | 278 000 (3,5%)     |
| 29                 | 1                  | 27 de junio de 2013 | 279 000 (3,4%)     |
| 30                 | 1                  | 28 de junio de 2013 | 260 000 (3,4%)     |
| 31                 | 1                  | 1 de julio de 2013  | 302 000 (3,7%)     |
| 32                 | 1                  | 2 de julio de 2013  | 285 000 (3,5%)     |
| 33                 | 1                  | 3 de julio de 2013  | 310 000 (3,9%)     |
| 34                 | 1                  | 4 de julio de 2013  | 240 000 (3,0%)     |
| 35                 | 1                  | 5 de julio de 2013  | 222 000 (2,9%)     |
| 36                 | 1                  | 8 de julio de 2013  | 281 000 (3,5%)     |
| 37                 | 1                  | 9 de julio de 2013  | 323 000 (4,1%)     |
| 38                 | 1                  | 10 de julio de 2013 | 304 000 (3,7%)     |
| 39                 | 1                  | 11 de julio de 2013 | 312 000 (3,8%)     |
| 40                 | 1                  | 12 de julio de 2013 | 269 000 (3,6%)     |